# Thalpophila cantabrica
Thalpophila cantabrica là một loài bướm đêm trong họ Noctuidae.